# (57658) Nilrem
(57658) Nilrem est un astéroïde de la ceinture principale.

## Description
(57658) Nilrem est un astéroïde de la ceinture principale. Il fut découvert par Michel Ory le 17 octobre 2001 à Vicques. Il présente une orbite caractérisée par un demi-grand axe de 2,614 UA, une excentricité de 0,0310 et une inclinaison de 13,612° par rapport à l'écliptique.
Il fut nommé d'après Jean-Claude Merlin (né en 1954), astronome amateur et technicien en informatique au Creusot.

## Compléments